# The Ladder
A The Ladder a Yes tizenhatodik stúdióalbuma, mely 1999-ben jelent meg az Eagle Records gondozásában. Ezen a lemezen hivatalos tag először a billentyűs Igor Khoroshev. Az album megjelenésével egyidőben a címadó szám, a Homeworld (The Ladder) a Homeworld című számítógépes stratégiai játéknak is a zenéje lett.

## A zene
Kissé könnyedebb, de valódi Yes-zene hallható az albumon. Két igazán hosszú, monumentális szám is van a lemezen: a Homeworld (The Ladder), valamint a New Languages.
A The Messenger című számmal az együttes Bob Marley-ra emlékezik.

## Számok
Az összes számot Jon Anderson, Steve Howe, Igor Khoroshev, Billy Sherwood, Chris Squire és Alan White szerezte, a dalszövegeket Anderson írta.
1. Homeworld (The Ladder) – 9:32
2. It Will Be a Good Day (The River) – 4:53
3. Lightning Strikes – 4:35
4. Can I? – 1:31
5. Face to Face – 5:03
6. If Only You Knew – 5:42
7. To Be Alive (Hep Yadda) – 5:07
8. Finally – 6:01
9. The Messenger – 5:22
10. New Languages – 9:19
11. Nine Voices – 3:22

A The Ladder (Eagle EAGCD088) az Egyesült Királyság eladási listáin a 36. helyet érte el, az Amerikai Egyesült Államokban a 99.-et, 2 hétig volt a listán.

## Közreműködő zenészek
- Jon Anderson – ének
- Chris Squire – basszusgitár, vokál
- Steve Howe – gitár, vokál
- Alan White – dob
- Igor Khoroshev – billentyűs hangszerek
- Billy Sherwood – gitár, billentyűs hangszerek

## Külső hivatkozások
- A The Ladder a Yes hivatalos oldalán
- A The Ladder a progarchives.com-on
- A The Ladder a progressiveworld.net-en